# Zaleskie Łęgi

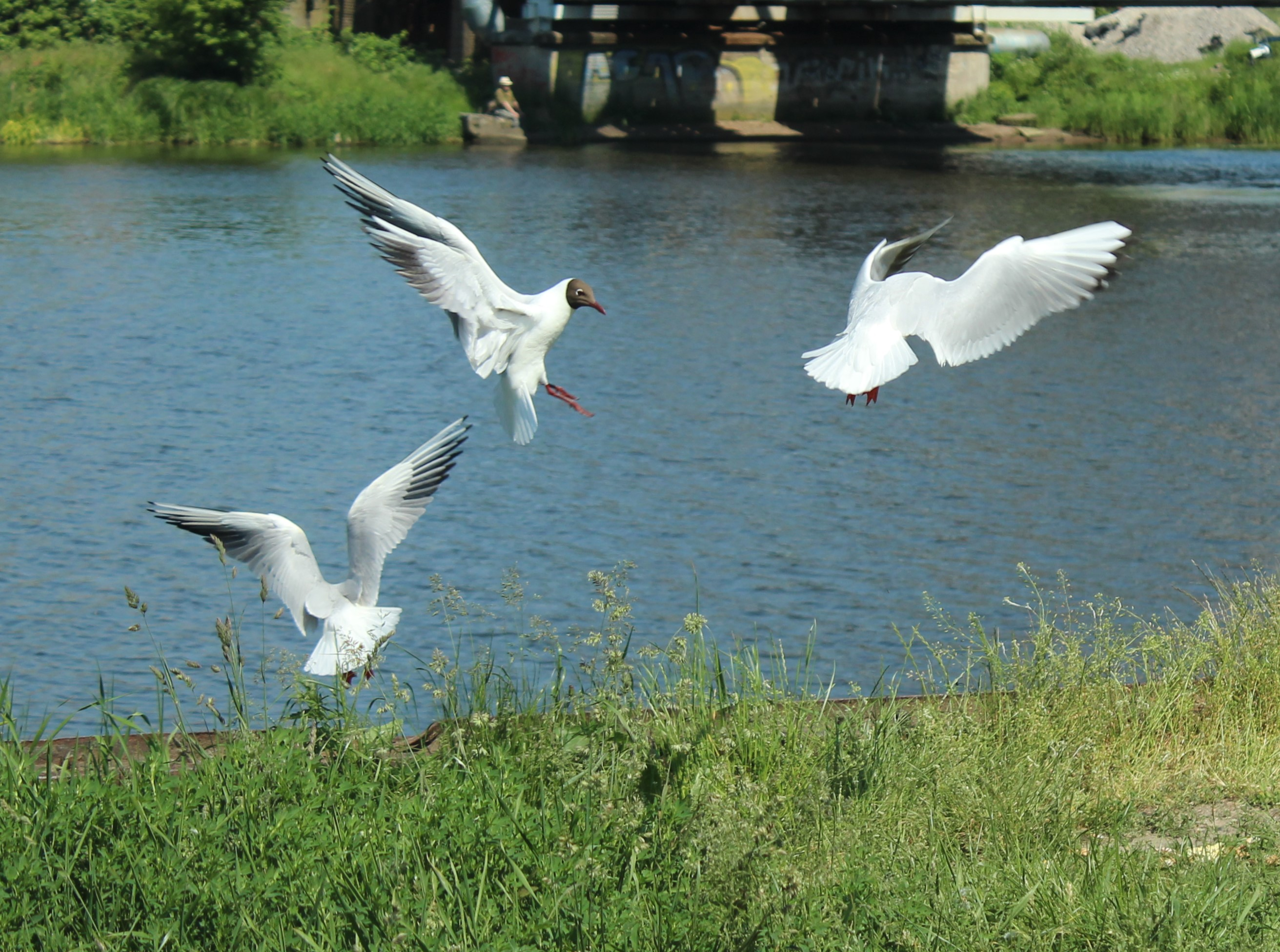
Mewy śmieszki na brzegu Zaleskich Łęgów nad Kanałem Parnickim

Zaleskie Łęgi – największa wyspa na obszarze Międzyodrza.

## Położenie
Administracyjnie leży w Szczecinie w obrębie dzielnicy Śródmieście i zajmuje około 1100 ha. Jest zamieszkana przez ok. 400 mieszkańców wyłącznie w ciągu ul. Gdańskiej. Zaleskie Łęgi od wschodu opływa Regalica i Brynecki Nurt, od południa Kanał Odyńca (Kanał Leśny), od zachodu Regaliczka i Kanał Rybny, a od północy Parnica. W zachodniej części wyspy znajduje się Jezioro Portowe, a we wschodniej Zatoka Brynecka. Ponadto wyspa jest poprzecinana wieloma niewielkimi ciekami wodnymi (np. Szeroki Rów, Francuski Rów).

## Gospodarka
Północna część wyspy jest silnie przekształcona przez przemysł. W północno-wschodniej części wyspy znajduje się główna część portu morskiego Szczecin, Basen Górniczy. Składa się on z 6 basenów i 16 nabrzeży. Przez Przekop Mieleński Basen Górniczy ma połączenie z torem wodnym Świnoujście–Szczecin. Basen Górniczy jest wykorzystywany do przeładunku paliw, węgla, rud i fosfatów. Terminal węglowy w Szczecinie posiada wywrotnicę wagonową o zdolności przeładunkowej 1 000 t/h, żurawie o udźwigu do 16 t oraz powierzchnię składową z możliwością składowania 200 tys. ton.
Nad Regalicą zlokalizowane jest nabrzeże przystosowane do przeładunku drewna oraz skład piasków i żwirów. Na Zaleskich Łęgach działa Elektrownia Szczecin i Stocznia Pomerania.

## Transport
Z racji swojego położenia Zaleskie Łęgi są naturalnym łącznikiem między Szczecinem a resztą kraju. Spowodowało to powstanie znacznej liczby mostów. Są to
- drogowe:
  - most im. J. Łabudy
  - most Portowy (drogowo-tramwajowy)
  - most drogowy na Łasztownię (Gdańska-Hryniewieckiego)
  - most nad Kanałem Rybnym
  - most Cłowy
  - Most im. Pionierów Miasta Szczecina (drogowo-tramwajowy – trasa SST)
  - most Gryfitów
  - most Pomorzan

oraz nieczynne od 2008:
- im. K. Świerczewskiego
- im. 1 Armii WP

- kolejowe:
  - most kolejowy do Szczecina Głównego,
  - most kolejowy na Łasztownię,
  - mosty kolejowe na Regalicy i Odrze Zachodniej (równoległe do ul. Floriana Krygiera),
  - jedyny w Polsce zwodzony most kolejowy na Regalicy,

Ponadto na Zaleskich Łęgach znajduje się Estakada Pomorska.
Przez wyspę biegnie odcinek drogi krajowej nr 10 łączący Szczecin z Bydgoszczą, Toruniem i Warszawą. Znajduje się on w ciągu ul. Gdańskiej. W południowej części wyspy, nad Kanałem Leśnym biegnie ul. Floriana Krygiera (DK31). W związku z rosnącym natężeniem ruchu planowane jest jej poszerzenie i dostosowanie do wymogów drogi ekspresowej. W dalszej przyszłości przez Zaleskie Łęgi ma przebiegać trzeci ciąg komunikacyjny łączący prawobrzeżny i lewobrzeżny Szczecin (ul. Nowogdańska). W północno-zachodniej części wyspy ul. Gdańska rozgałęzia się na ul. Energetyków oraz Trasę Zamkową im. P. Zaremby (DW115), które są głównymi arteriami wlotowymi i wylotowymi do centrum Szczecina. We wschodniej części wyspy ul. Gdańska rozgałęzia się na ul. Przestrzenną i ul. Eskadrową, które prowadzą do prawobrzeżnego Szczecina.
Ulicą Gdańską jeżdżą tramwaje linii nr 2, 7 i 8. W pobliżu Basenu Górniczego zlokalizowana jest pętla tramwajowa i autobusowa. Linia tramwajowa ma zostać zastąpiona przez linię szybkiego tramwaju, który połączy dzielnice Zachód, Śródmieście i Prawobrzeże.
Przez Zaleskie Łęgi prowadzą linie kolejowe do Szczecina Głównego, Niemiec, Wrocławia, Stargardu i Goleniowa. Istnieją także linie kolejowe prowadzące na Łasztownię i do wszystkich części portu morskiego Szczecin. W zachodniej części wyspy zbudowano duży dworzec osobowo-towarowy Szczecin Port Centralny, który jest głównym dworcem towarowym obsługującym Port Szczecin.
Na wyspie wybudowano także stację postojową składów pasażerskich Szczecin-Zaleskie Łęgi.

## Przyroda
W południowo-wschodniej części wyspy znajduje się zespół przyrodniczo-krajobrazowy „Zaleskie Łęgi”.